# Music Box - Prova d'accusa
Music Box - Prova d'accusa (Music Box) è un film del 1989 diretto da Costa-Gavras.
Nel 1990 la pellicola valse una nomination al premio Oscar come miglior attrice protagonista a Jessica Lange.

## Trama
La famiglia Laszlo, di origine ungherese da sempre residente a Chicago, viene sconvolta quando l'anziano Mike viene accusato di essere il criminale di guerra nazista "Mischa", responsabile di omicidi e stragi nell'Ungheria degli anni 40. Sua figlia Ann Talbot, ex moglie del figlio di un illustre avvocato e lei stessa avvocato, accetta di difendere personalmente il padre, che si dichiara vittima di un complotto comunista.
Anche l'opinione pubblica comincia naturalmente a interessarsi del caso e, mentre gruppi di attivisti iniziano sit-in di protesta davanti a casa Laszlo, altri manifestano il loro sostegno all'imputato ritenendolo vittima di una messinscena allestita dal governo ungherese. Mike è costretto a rivelare alla figlia avvocato di essere stato in servizio nella gendarmeria ungherese ma di aver svolto esclusivamente mansioni d'ufficio poiché ostile agli affiliati delle croci frecciate (l'organizzazione filo nazista), sostenendo di non aver mai partecipato ad alcun crimine; ammette inoltre di essere espatriato illegalmente dall'Ungheria mentendo sulla propria identità ma solo per sfuggire alle persecuzioni contro i membri della gendarmeria perseguitati dopo la caduta del fascismo e la venuta del comunismo.
Ha inizio il dibattimento, che vede sfilare i testimoni venuti da Budapest. Una teste afferma che un giorno Mischa e un suo compagno fermarono una donna per strada accusandola di essere ebrea e al suo diniego la uccisero comunque insieme al suo bambino. Un altro teste racconta di essere sopravvissuto ad una terribile esecuzione al ghetto di Budapest da una squadriglia nazista insieme a Mischa, che lo fece legare con del fil di ferro ad altre due persone per esser poi gettati nel fiume. Infine una donna racconta di come venne avvicinata, ancora adolescente, da Mischa e dagli altri, rapita e condotta a forza in una stanza dove fu violentata a turno e successivamente costretta, in mezzo alla neve, a fare delle flessioni sopra una baionetta.
Il processo, ampiamente seguito dai mass media, viene inevitabilmente spostato sul versante politico: i tre testimoni chiave vengono screditati perché iscritti al partito comunista o con parenti iscritti al partito; il giudice accoglie frequentemente le obiezioni della difesa respingendo quelle dell'accusa e infine si trova un teste che racconta di come il KGB avesse dato vita all'Operazione Arlecchino che consisteva nel creare documenti falsi per screditare persone sgradite. Poiché Mike Laszlo, cinque anni prima, si era "fatto notare" per aver contestato pubblicamente un balletto ungherese in tournée in America, si ipotizza che sia vittima di tale macchinazione, nonostante vengano prodotte prove documentate che lo considerano affiliato al nazismo.
Ann viene tuttavia a sapere dalla sua assistente investigativa che suo padre ha inviato per diverso tempo molti soldi a un uomo in Ungheria e l'unica ipotesi che appare plausibile è che di tratti proprio dell'amico di cui parlano i testimoni, dal quale il padre ha subito un ricatto. L'ultimo atto dell'inchiesta prevede una trasferta a Budapest per interrogare sul posto il quarto testimone impossibilitato a muoversi per motivi di salute, che Ann riesce a delegittimare. L'avvocato dell'accusa, che si sta avviando a perdere la causa, parla per l'ultima volta con lei, esortandola ad avere almeno dei dubbi.
La donna si reca quindi a far visita alla sorella dell'amico del padre e in una fotografia appesa alla parete vede che il fratello aveva la vistosa cicatrice sul volto descritta dai testimoni. L'anziana le consegna la ricevuta di un banco dei pegni di Chicago, chiedendole di riscattarvi un oggetto. Una volta tornata in America, ormai in preda ai dubbi, Ann si reca al banco dei pegni scoprendo che si tratta di un carillon, e dopo averlo azionato trova al suo interno delle foto che ritraggono suo padre accanto alle vittime delle violenze della sua squadra della morte.
Traumatizzata, lei stessa decide di riaprire il caso, consegnando le fotografie all'avvocato come prova d'accusa contro il padre che però, posto davanti all'evidenza, perde la consueta bonarietà e riassume l'antica arroganza, minacciando la figlia, che si rifiuta di fargli rivedere il nipotino. Pochi giorni dopo, le prime pagine dei quotidiani riportano le immagini e il nuovo stato d'accusa e Ann decide di spiegare a suo figlio tutta la verità, per quanto dolorosa possa essere.

## Produzione
Il tema della narrazione è essenzialmente quello dei rapporti familiari e le sorprese che la vita passata, anche di persone che si crede di conoscere bene, possono riservare, mettendo a dura prova la coscienza di chi deve decidere tra difendere i propri cari e lottare perché prevalgano verità e giustizia.
Tutto questo, nel mondo della Perestrojka (1989), significava anche una riflessione sulla cattiva coscienza occidentale, che dopo la seconda guerra mondiale aveva trovato nei criminali nazisti un prezioso alleato contro i comunisti e l'Unione Sovietica. Tutto il film, del classico genere processuale, ruota attorno alla difesa dell'imputato dalle accuse di persone sistematicamente tacciate di mentire per conto dei comunisti.

## Riconoscimenti
- 1990 - Premio Oscar
  - Candidatura alla miglior attrice protagonista per Jessica Lange
- 1990 - Golden Globe
  - Candidatura al miglior film
  - Candidatura alla miglior attrice in un film drammatico per Jessica Lange
- 1990 - Festival di Berlino
  - Orso d'oro
- 1989 - MTV Movie Awards
  - Miglior film
  - Candidatura alla miglior attrice per Jessica Lange